# Monarda medioides
Monarda medioides là một loài thực vật có hoa trong họ Hoa môi. Loài này được W.H.Duncan mô tả khoa học đầu tiên năm 1960.